# یوکی یودا
یوکی یودا (انگلیسی: Yūki Yoda؛ زادهٔ ۵ مهٔ ۲۰۰۰) آیدل ژاپنی، و بازیگر اهل ژاپن است. وی از سال ۲۰۱۶ میلادی تاکنون مشغول فعالیت بوده‌است.